# Cmentarz muzułmański w Suwałkach
Cmentarz muzułmański w Suwałkach – mizar (nazwa pochodzi z jęz. arabskiego, mazar) znajdujący się przy ulicy Zarzecze. Wchodzi w skład kompleksu-zespołu cmentarzy siedmiu wyznań. Kompleks stanowi doskonały przykład wielokulturowości miasta. Wchodzące w jego skład cmentarze oddzielają niewysokie murki. Sąsiadują tu ze sobą groby rzymskokatolickie, ewangelickie, prawosławne, staroobrzędowców, żydowskie i muzułmańskie.

## Historia

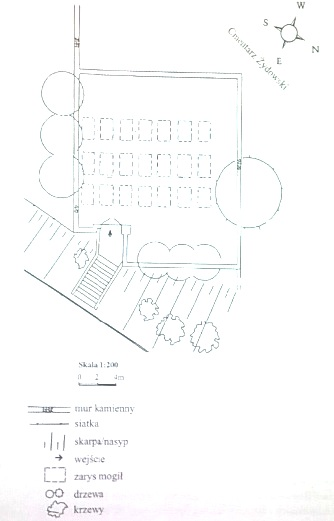
Szkic nieczynnego cmentarza muzułmańskiego w Suwałkach. Źródło: Kołodziejczyk A., Cmentarze muzułmańskie w Polsce, Warszawa 1998

Historia suwalskiego cmentarza muzułmańskiego sięga końca XIX wieku. Wówczas to władze rosyjskie postanowiły utworzyć w Suwałkach cmentarz przeznaczony do pochówku ludności wyznania muzułmańskiego.
Położony w południowo-wschodnim narożniku kompleksu cmentarzy graniczy bezpośrednio z kirkutem (cmentarzem) suwalskich Żydów. Zajmuje ok. 300 m² powierzchni, kształtem przypomina nieco kwadrat, jednakże jest mniej regularny. Nieczynny od wielu lat. Jeszcze w latach 80. XX wieku widoczne były na nim ślady 21 ziemnych mogił w trzech rzędach. Do dziś nie zachowały się tu żadne nagrobki ani napisy, zatarciu uległy również ślady mogił ziemnych, nie są też znane personalia osób pochowanych. W przewodniku opracowanym przez Zygmunta Filipowicza znalazła się informacja, iż na cmentarzu znajdowała się zbudowana z kamieni i cegły kolumna z wykutym w kamiennej płycie półksiężycem i gwiazdą. Stan kolumny wskazywał na duże zniszczenie.
Wiadomo, że cmentarz miał w założeniu służyć grzebaniu muzułmanów, którzy zostali tu osiedleni przez Rosjan po wojnie rosyjsko-tureckiej (1878 r.). Mowa o jeńcach, którym władze rosyjskie zezwoliły na zamieszkanie i prowadzenie piekarni i zakładów cukierniczych (inf. za A. Kołodziejczyk, Cmentarze muzułmańskie w Polsce, Warszawa 1998). Andrzej Matusiewicz pisze iż, wśród stacjonujących na Suwalszczyźnie pod koniec XIX wieku garnizonów rosyjskich znajdowali się także żołnierze-mahometanie. To z myślą również o nich zaplanowano budowę mizaru, gdyż najbliższy cmentarz tego wyznania funkcjonował w Winksznupiu  (obecnie Republika Litewska), znajdował się tu jedyny w królestwie polskim meczet drewniany. Przewożenie ciał z Suwałk na cmentarz przy winksznupiańskim meczecie było niewątpliwie uciążliwą i problematyczną sprawą. Zapewne dlatego jesienią 1892 r. powstała inicjatywa utworzenia mizaru w Suwałkach. Ówczesny prezydent miasta przeznaczył na cmentarz 50 sążni kwadratowych (ok. 228 m²) ziemi przy dotychczasowym cmentarzu żydowskim. Z nieznanych powodów nie doszło wówczas do jego utworzenia. Sprawa cmentarza powróciła w 1904 r., wtedy to ostatecznie zdecydowano, iż mizar powstanie przy cmentarzu żydowskim.

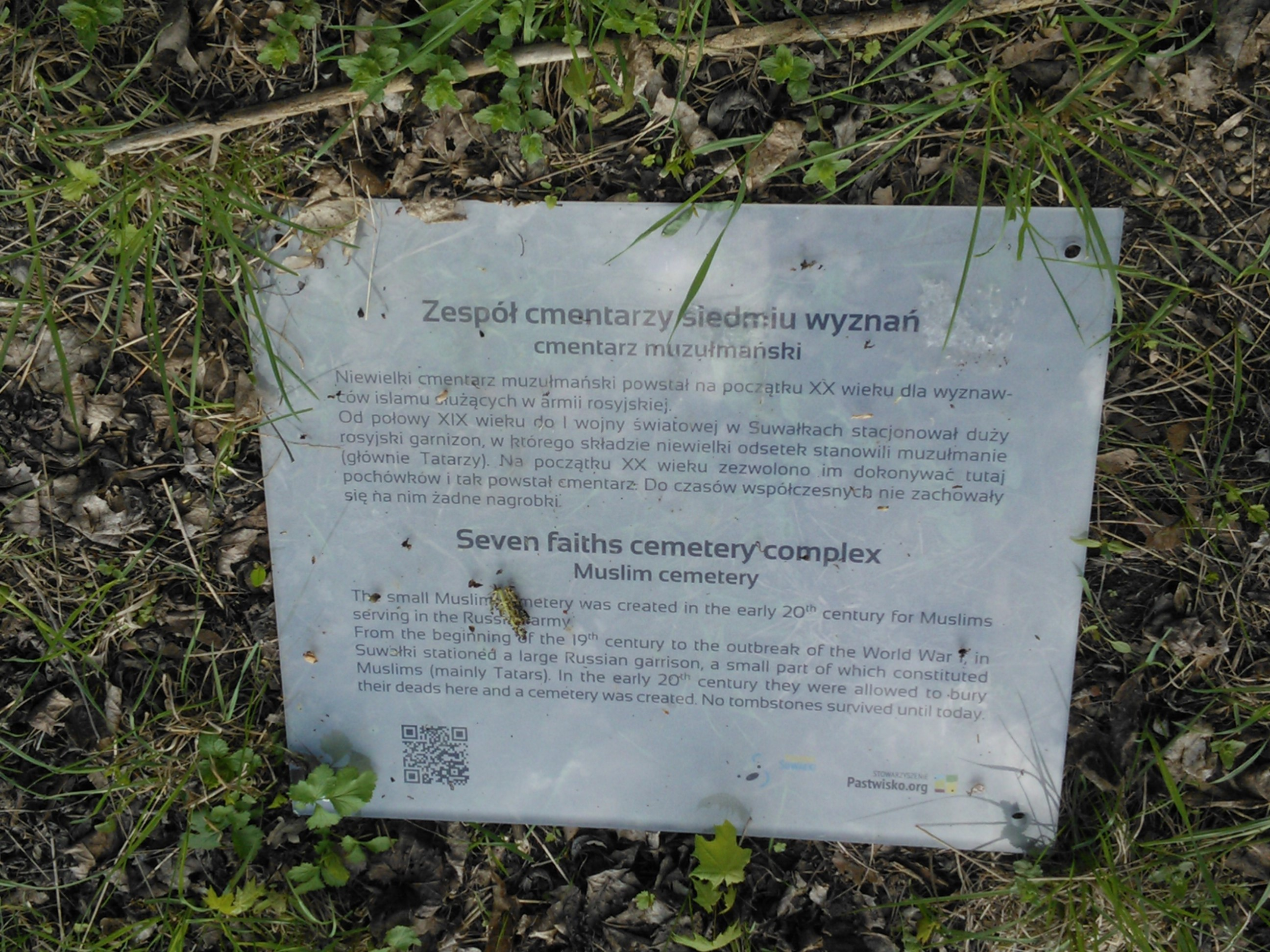
Pamiątkowa tablica informacyjna pierwotnie umieszczona na murze okalającym suwalski mizar. Fot. kwiecień 2014

Cmentarz funkcjonował jednak krótko, zaledwie do I wojny światowej. W opracowaniu Cmentarze muzułmańskie w Polsce autor nie wyklucza natomiast możliwości, iż w okresie I wojny grzebano tu zmarłych-poległych.  Z informacji podanej przez Janusza Mackiewicza, a przytoczonej w artykule Andrzeja Matusiewicza wynika, iż Niemcy w 1941 r. grzebali tu swoich żołnierzy poległych podczas niemieckiej agresji na ZSRR.
Nie udało się dotrzeć do materiałów omawiających późniejsze losy suwalskiego mizaru. Wiadomo, że wiele muzułmańskich nekropolii uległo mniej lub bardziej celowej dewastacji. (…) Nagminna była plaga rozbijania piaskowcowych nagrobków na osełki do kos. Zdewastowano w ten sposób zabytkowy mizar w Lebiedziewie koło Terespola nad Bugiem, srodze ucierpiał mizar w Studziance. Całkowitej zagładzie uległ pierwszy warszawski cmentarz muzułmański przy ul. Młynarskiej oraz szereg innych, przykładowo: w Kałuszynie, Czerwonce, Suwałkach.
W latach siedemdziesiątych XX w., przy okazji prac na cmentarzu żydowskim, uporządkowano również suwalski mizar. Otoczono go nowym murem, a płytę kamienną (z gwiazdą i półksiężycem) ze zniszczonej kolumny wmurowano w nowy cokół znajdujący się przy wejściu na cmentarz. Obecnie na teren cmentarza prowadzą schody i metalowa brama, przy której umieszczono wzmiankowany cokół z gwiazdą i półksiężycem. Przez pewien czas przy wejściu znajdowała się estetycznie wykonana tablica informacyjna, która została niestety zniszczona, a jej pozostałości usunięto (stan na marzec 2017 r.).